# 荒平駅
荒平駅（あらひらえき）は、鹿児島県鹿屋市天神町にかつて設置されていた、日本国有鉄道（国鉄）大隅線の駅（廃駅）である。大隅線の廃止に伴い、1987年（昭和62年）3月14日に廃駅となった。
1987年（昭和62年）の駅廃止後も、隣接する荒平天神（菅原神社）の休憩所としてホーム・待合所等がほぼ残存していたが、2013年（平成25年）初頭に鹿児島県が実施する「魅力ある観光地づくり事業」に伴う景観整備に先立って撤去された。

## 歴史

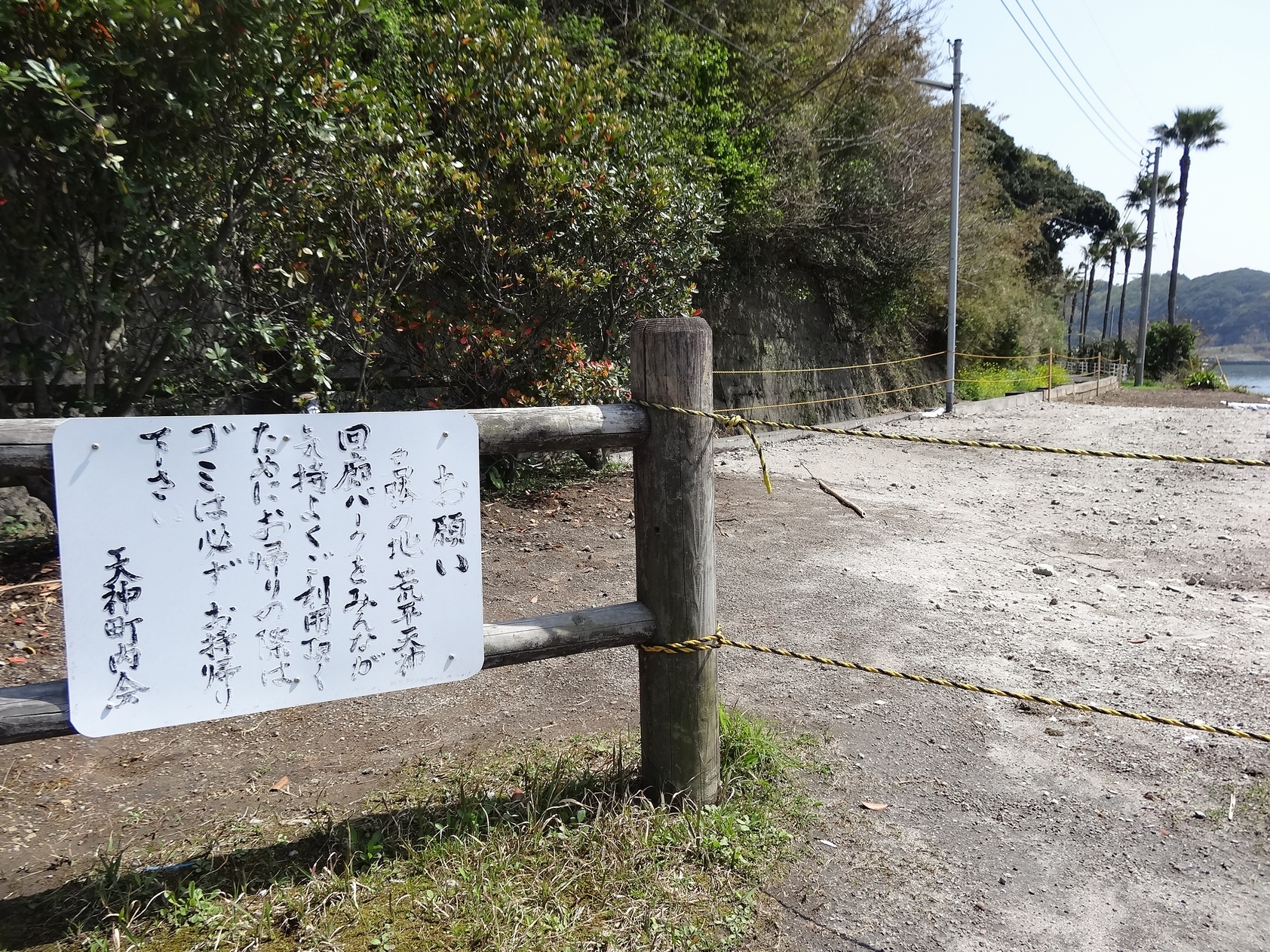
ホーム・待合所撤去後の概観（2013年3月撮影）

- 1923年（大正12年）12月19日：大隅鉄道の駅として開業[1]、762 mm軌間の軽便鉄道。
- 1935年（昭和10年）6月1日：国有化[1]により、国鉄古江線の駅となる。
- 1936年（昭和11年）10月23日：古江線の路線名改称により、古江西線の駅となる。
- 1938年（昭和13年）10月10日：1,067 mm軌間への改軌工事完成、古江東線と古江西線を合わせて古江線とする。
- 1945年（昭和20年）6月20日：休止[1]。
- 1947年（昭和22年）4月20日：復活開業[3]。
- 1957年（昭和32年）10月1日：荷物扱い廃止[1]。
- 1972年（昭和47年）9月9日：志布志駅 - 国分駅間全通に伴い古江線が大隅線に改称され、大隅線の駅となる。
- 1979年（昭和54年）：駅舎改築[4]。
- 1987年（昭和62年）3月14日：大隅線の全線廃止に伴い、廃駅となる[1]。

## 駅構造
単式ホーム1面1線と側線1本を有する駅で、無人駅であった。
有人駅時代にはホームの垂水方先端に木造駅舎が存在していたが、無人化後に取り壊され、その跡にコンクリート製の待合所が建てられた。ホームからは海を臨むことができた。

## 隣の駅
日本国有鉄道
大隅線
大隅高須駅 - 荒平駅 - 古江駅
- 1938年10月10日の改軌以前は大隅高須 - 荒平間に金浜（1933年6月15日開設）、荒平 - 古江間に船間（1923年12月19日設置）の各停留所が設置されていた[1]。